# Berrington Hall
Berrington Hall est une maison de campagne située au nord de Leominster, Herefordshire, Angleterre. Au XXe siècle, c'est le siège de la famille Cawley.
Il s'agit d'une maison de campagne néoclassique conçue par Henry Holland en 1778-81 pour Thomas Harley. Elle a un extérieur quelque peu austère, mais les intérieurs sont subtils et délicats. Berrington Hall abrite la collection de meubles d'Elmar Digby, des peintures, entre autres, de Thomas Luny (1759-1837) et la collection de costumes de Charles Paget Wade (en) de Snowshill. Les zones « sous les escaliers » et les quartiers des domestiques qui sont ouverts au public comprennent une blanchisserie victorienne et une laiterie géorgienne. Berrington est sous la garde du National Trust depuis 1957 et est, avec ses jardins, ouvert au public.
Berrington présente le dernier aménagement paysager de Capability Brown ,. Une caractéristique notable est le mur ha-ha, qui fait l'objet d'une importante rénovation à la fin du XXe siècle par des artisans locaux. Berrington Pool, un lac et une île, est un site d'intérêt scientifique particulier .

## Histoire

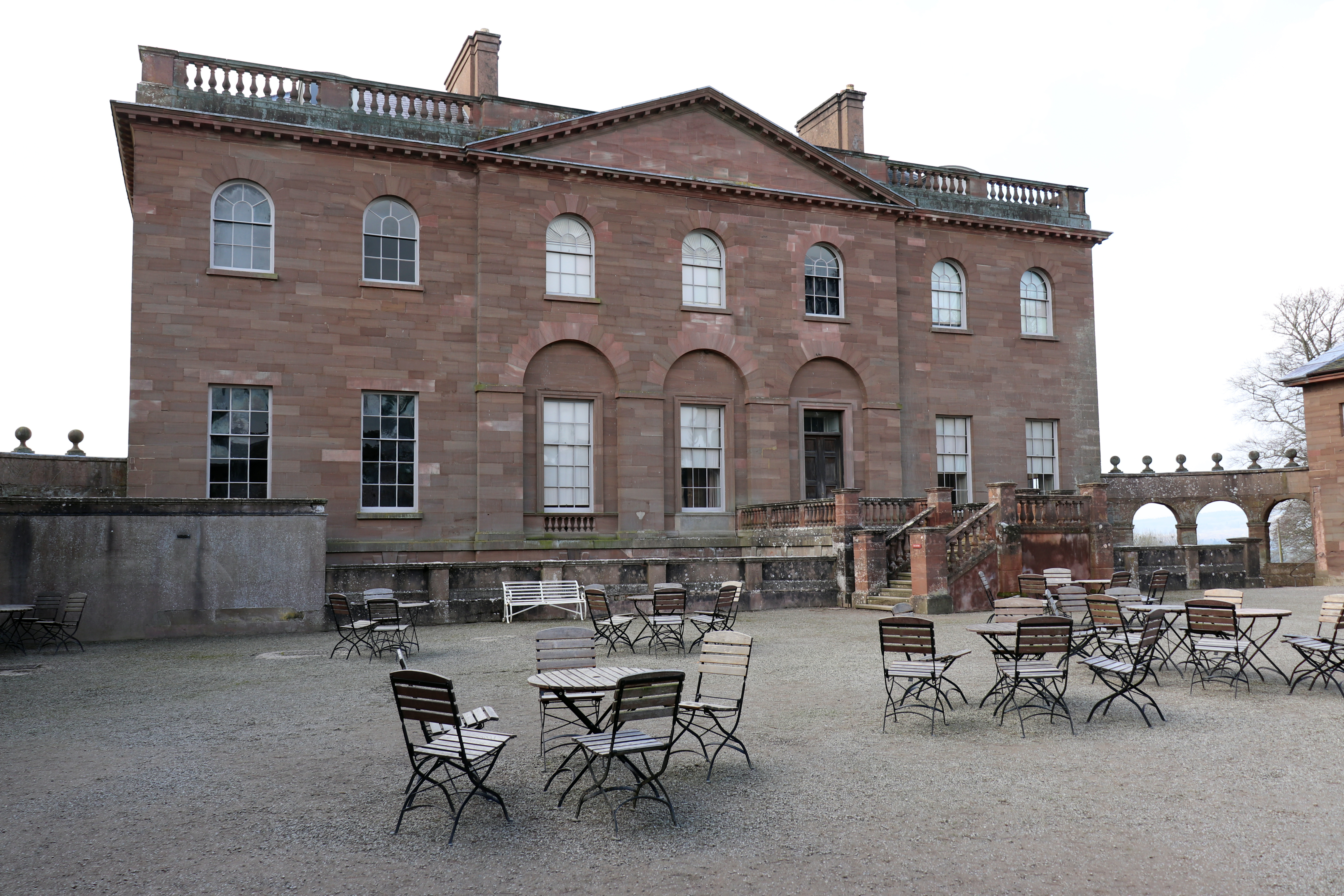
Cour à Berrington Hall

Berrington appartient à la famille Cornewall depuis 1386, mais est vendu en 1775 à Thomas Harley, un banquier et entrepreneur du gouvernement qui, en 1767, est lord-maire de Londres. Il commande la reconstruction en 1778-1781 de l'actuel Berrington Hall à la place de l'ancienne maison. Il la met à disposition de sa fille Anne et de son nouveau mari George Rodney, le fils de l'amiral Rodney. Après la mort de Harley, la maison appartient à la famille Rodney pendant 95 ans .
En 1901, l'homme d'affaires de Manchester Frederick Cawley, achète le domaine à George Brydges Harley Dennett Rodney, 7e baron Rodney. En 1957, le 3e Lord Cawley le transfère au Trésor, qui le transmet au National Trust. Lady Cawley est autorisée à rester jusqu'à sa mort en 1978 .
Il est classé comme bâtiment classé Grade I en 1959.